# Waiblingen
Waiblingen és una ciutat alemanya, pertanyent a l'estat federal de Baden-Württemberg, a uns 10 km de la capital administrativa Stuttgart. Va ser residència comtal i actualment és la ciutat més gran de la comarca de Rems-Murr-Kreis.
Des de l'1 de febrer de 1962 Waiblingen és capital de comarca. Té més de 50.000 habitants i això la situa entre ciutats alemanyes de mida mitjana.

## Història

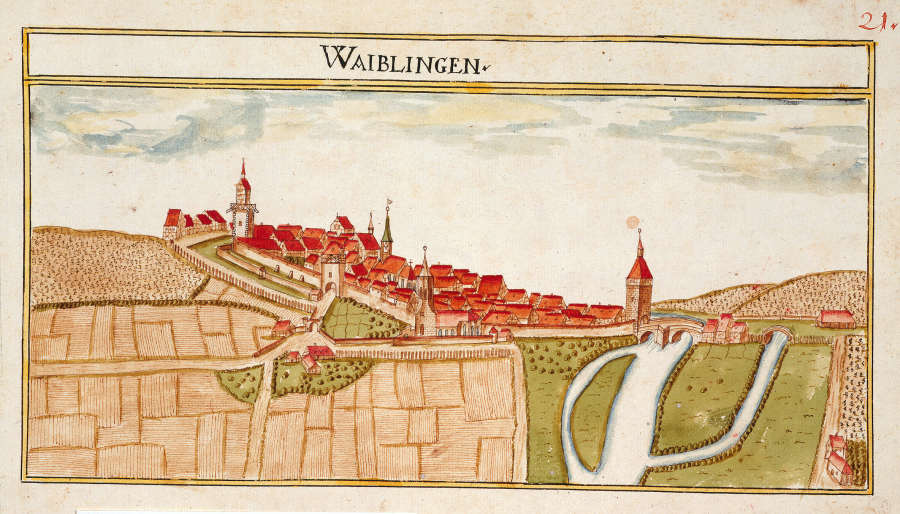
Representació de Waiblingen de l'any 1685 procedent d'un mapa forestal

El primer document històric on apareix el nom de Waiblingen és una crònica del 885 del rei carolingi Carles III el Gras. El 1250 se li va atorgar carta de ciutat estatal.
Waiblingen havia estat propietat dels reis de la dinastia Sàlica, dels quals la família Hohenstaufen en van ser ducs i també reis. Arran de la batalla de Weinsberg els italians van inventar el gentilici "gibel·lins" per a referir-se no tan sols a les persones procedents de d'aquesta ciutat sinó també a tots els que lluitaven en defensa del seu duc o de l'emperador.
La ciutat va ser gairebé destruïda el 1634 en el procés de la Guerra dels Trenta Anys, molts dels seus habitants van morir o van fugir. Waiblingen va ser reconstruïda; la part més antiga al centre data de les dècades entre 1640 i 1700. També se'n conserven les muralles.

## Escut de la ciutat
Descripció: L'escut d'armes de la ciutat de Waiblingen mostra, sota una capçalera negra, tres banyes de cérvol també en color negre i en posició horitzontal, sobre un fons de color gris plata.

## Geografia

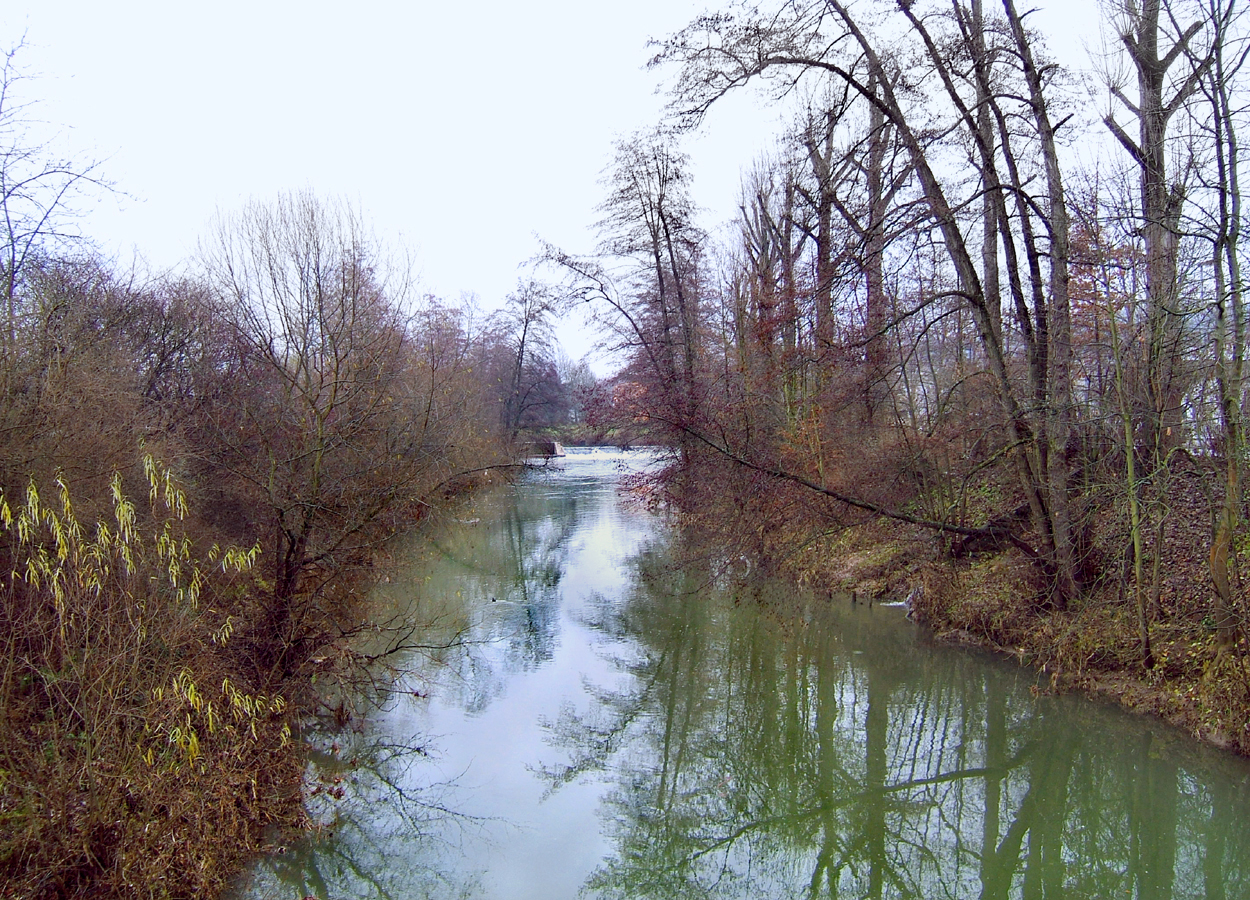
El riu Rems

Waiblingen està situada a banda i banda del riu Rems, un afluent del riu Neckar que arriba a la ciutat procedent de la regió vinícola del sud-est. Geològicament la ciutat està situada sobre una zona rocallosa coneguda amb el nom de "Muschelkalk".¹
Waiblingen inclou a més de l'àrea urbanitzada, una zona boscosa de 42,76 km².

## Clima
Les dades climàtiques són similars a tota la regió de Baden-Würtenberg. Les temperatures oscil·len entre els 16 °C de màxima i els 6 °C de mínima. El vent pot bufar amb una intensitat màxima de 14 km/h. Les precipitacions ocupen uns 160 dies a l'any, dels quals uns 20 són precipitacions de neu.

### Les comunitats veïnes
Les ciutats i pobles que voregen Waiblingen són:

Leutenbach, Schwaikheim, Korb, Weinstadt, Kernen im Remstal, Fellbach Remseck am Neckar, Marbach am Neckar, Exklave. I un enclavament deshabitat de Waiblingen està situat entre Berglen i Remshalden a tocant del bosc de la ciutat Rems-Murr-Kreis.

## Demografia
Segons el cens sel 30 de setembre de 2004 Waiblingen està habitada per 52.948 habitants, dels quals 25.953 són homes i 26.995 dones.

### Districtes de la ciutat

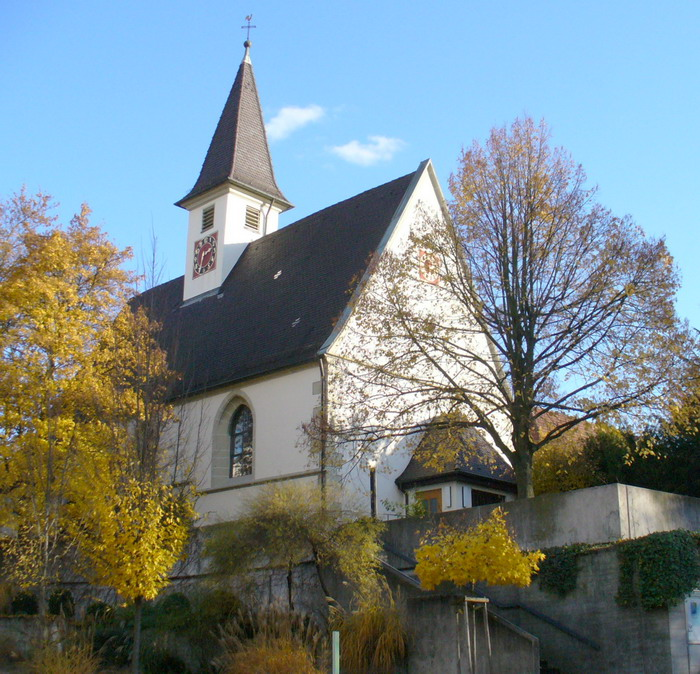
Església del 1489 a Hohenacker

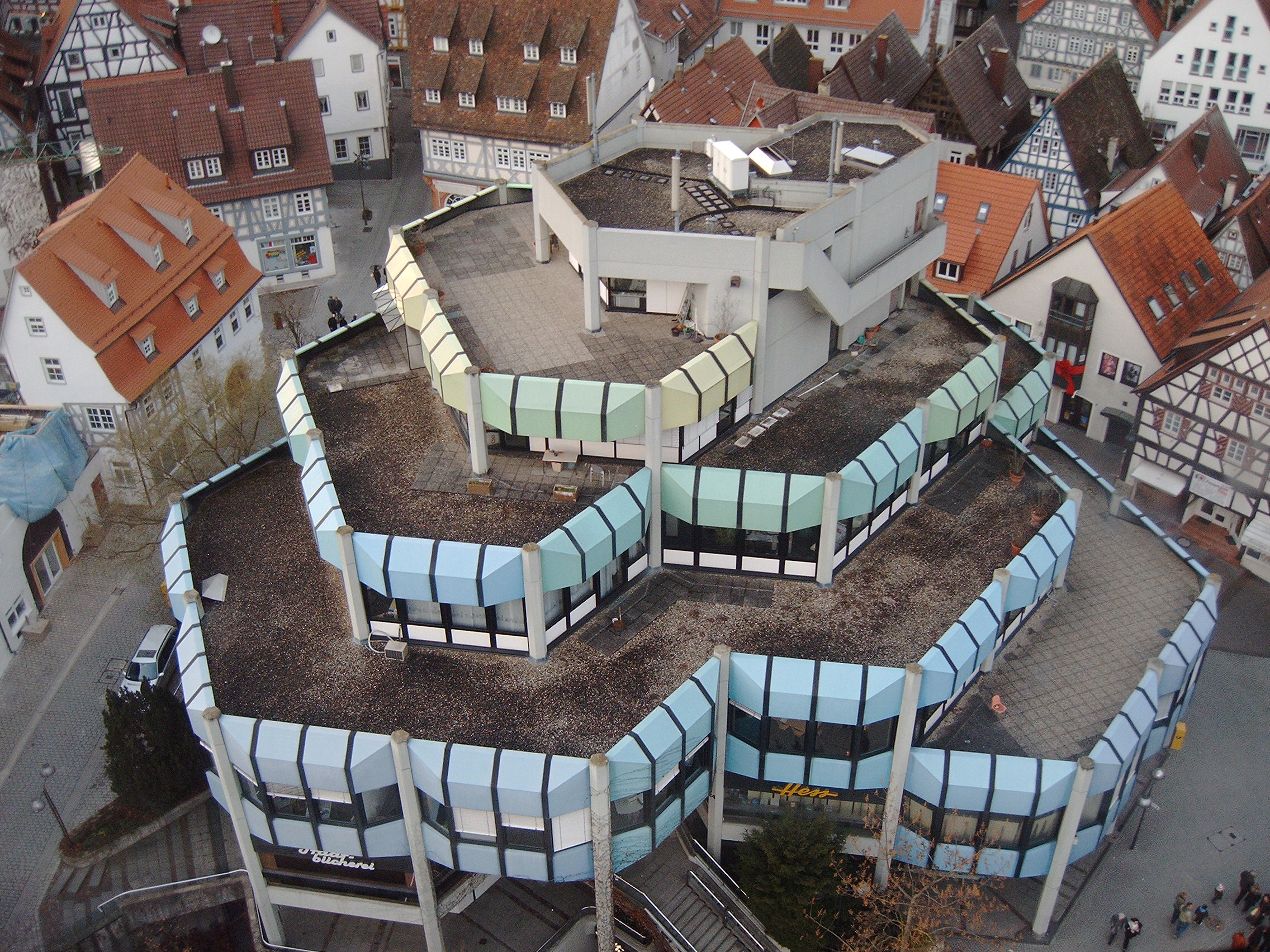
Un dels edificis més destacats de la ciutat: el mercat triangular de 1975

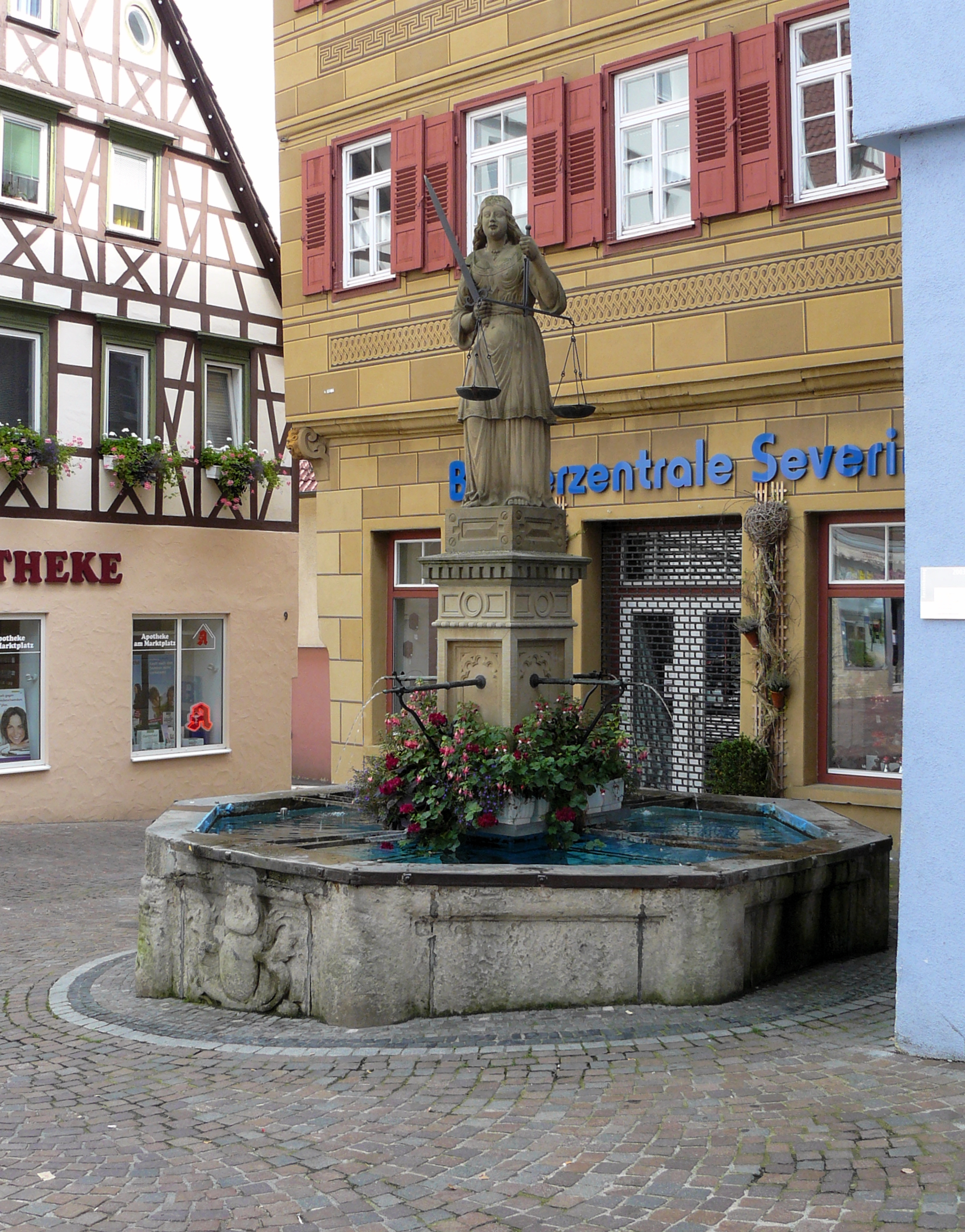
Font del mercat

L'àrea urbana de Waiblingen consisteix en la part antiga o zona centre (Kernstadt) i els següents districtes: Beinstein, Bittenfeld, Hegnach, Hohenacker i Neustadt,el primer va ser incorporat amb la reforma dels anys 1970. Hi ha barris residencials amb noms peculiars, com Geheime Mühle(Molí secret) a Beinstein, "Böllenbodenhof" (Cellers Böll) a Bittenfeld, "Fährmannshaus" (La caseta del barquer) i "Hegnachermühle" (Molí Hegnach) a Hegnach, "Remsmühle" (Molí Rems) i "Zillhardshof" (Residència Zillhard) a Hohenacker així com Bad (Bany), Erbachhof, Hirschlauf, Kleinhegnach i Mühle (Molí) a Neustadt. .

## Economia
Els principals recursos econòmics es reparteixen entre la zona industrial i les feines relacionades amb l'àrea de serveis. Waiblingen acull l'oficina principal del fabricant de serres mecàniques més important del món, Stihl. Robert Bosch GmbH i té dues fàbriques : una de fabricació del polímer base i l'altra d'empaquetament del producte final.
També és la ubicació del centre de processament del correu ordinari (Deutsche Post)de la regió de Stuttgart.

## Cultura
És el centre cultural i polític de la comarca. Al cor de la ciutat vella hi ha mercat firal dos cops per setmana i també és centre de reunió per a molts altres esdeveniments, com el "Festival de la Ciutat Vella", el "Little Market Music". També al nucli antic hi ha un saló cultural de recent creació.
L'oficina de turisme proposa diverses rutes de visita a través de la zona urbana de Waiblingen: recorrent els 511 km de la zona de conreu del vi,(vi Württemberg), la ruta seguint el riu Rems. També hi ha rutes de ciclisme i rutes de senderisme.

### Edificis destacats
Al centre històric es conserven nombroses cases de fusta, entre elles l'antic Ajuntament. Sobre el punt més alt de la ciutat vella hi és un dels pocs edificis de Waiblingen que encara es conserven des de l'Edat Mitjana. D'altra banda estan les torres de l'antiga muralla medieval, d'accés públic i la torre que feia d'entrada a la ciutat, la "Beinsteiner", del segle xiii amb les parets bellament treballades amb la tècnica de l'esgrafiat. L'església evangèlica de Sant Miquel és l'església principal de la ciutat. Va ser construïda als anys 1470-1480 amb una planta de tres naus. El cor és dels 1440-1450 i el beateri adosat (1496) és obra de l'arquitecte Hans Ulmer. D'altra banda hi ha l'ésglésia de Sant Nicolau del 1269. Val la pena visitar el jardí d'herbes medicinals al costat de l'església de Sant Nicolau i creat d'acord amb el model medieval de jardí de monestir.
Al districte de Berstein hi ha una església evangèlica de construcció antiga (1454). És un edifici d'estil gòtic tardà, amb frescos de l'època de construcció. La torre del campanar, que data del 1300, ha estat modificada diverses vegades. L'església de Sant Nicolau del districte de Hegnach va ser construïda entre 1487-1488 i renovada el 1895.

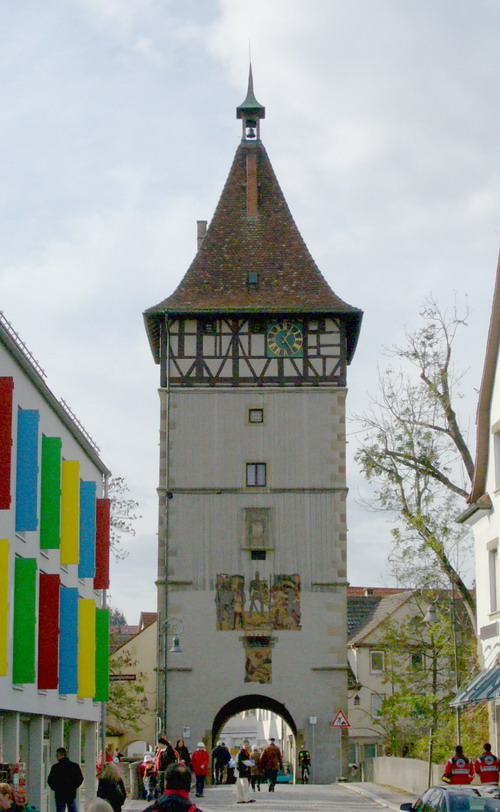
Torre Beinsteiner
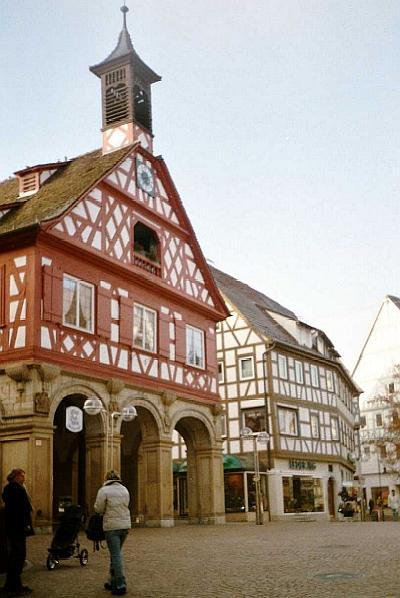
Antic ajuntament
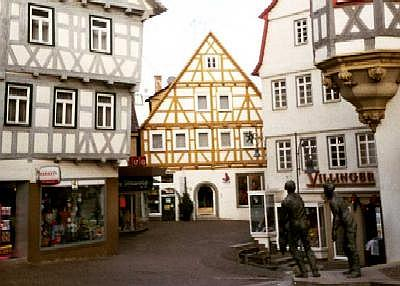
Entramat de cases al nucli antic
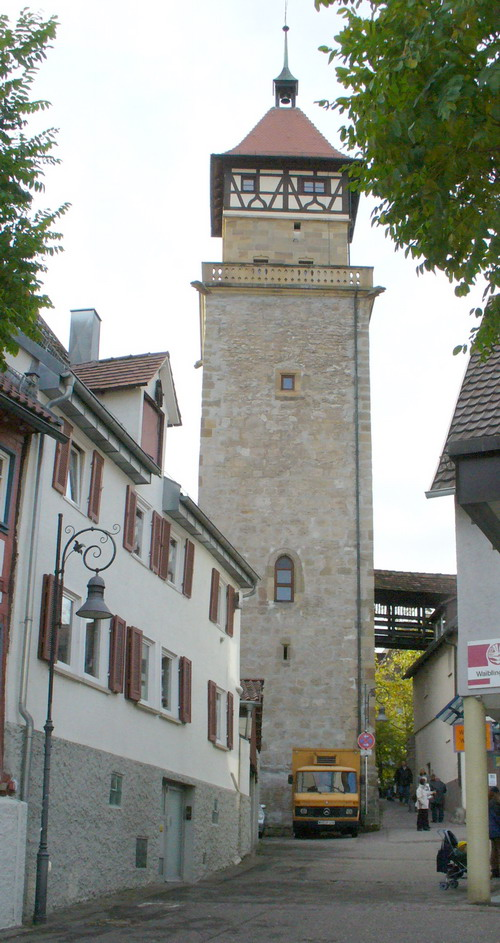
Hochwachtturm

### Museus
El Museum der Stadt Waiblingen(Museu de la ciutat de Waiblingen) es troba a l'antic barri de Gerber i és l'edifici secular més antic de la ciutat. Va ser construït entre 1549-1553 amb el nom de casa Gerber. L'estil arquitectònic és una barreja típica que estava de moda en aquell moment, que mesclava disseny antic i elements nous. La casa és considerada com a monument històric de l'arquitectura i el 1992 va ser guardonada amb el Diploma al Mèrit per la renovació "Europa Nostra". El museu informa en la seva col·lecció permanent i exposicions temporals sobre la història de Waiblingen.
Al districte de Remsufer el 30 de maig de 2008 es va inaugurar la "Galerie Stihl Waiblingen", a partir de la fundació d'Eva Mayr-Stihl. S'hi exhibeixen exposicions fotogràfiques de les fites aconseguides gràcies a les ajudes benèfiques d'aquesta fundació.,
A l'antiga Watchtower (torre de vigilància) es va inaugurar el 22 de juliol de 2006, una petita aula explicativa, la Achim von Arnim-room, on es recorda la seva funció històrica, que va ser narrada en la novel·la Die Kronenwächter (El guardià de la corona) (1817). En vitrines, amb diagrames, manuscrits i facsímils s'exposa el mite de l'aparició de Waiblingen (Suàbia), com a part de la investigació literària del llibre. També hi ha un retrat d'Achim von Arnim completant l'exposició. Al davant de la Watchtower s'ha erigit un monument commemoratiu en honor d'aquest escriptor, el monument rep el nom de "Stauferstele".

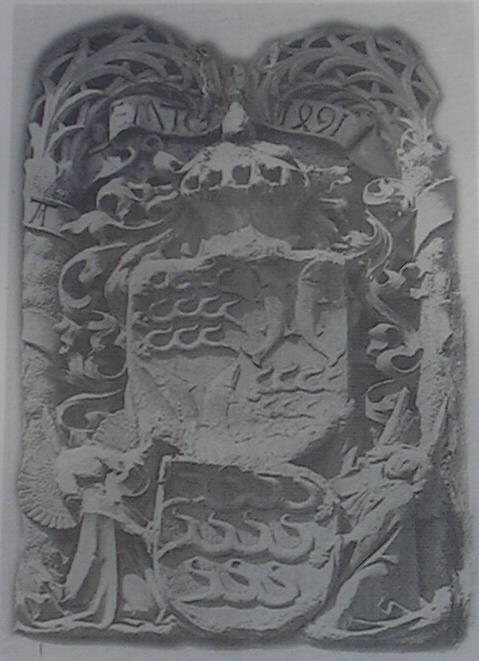
Escut del comte Eberhard V (1491) a la torre Beinsteiner
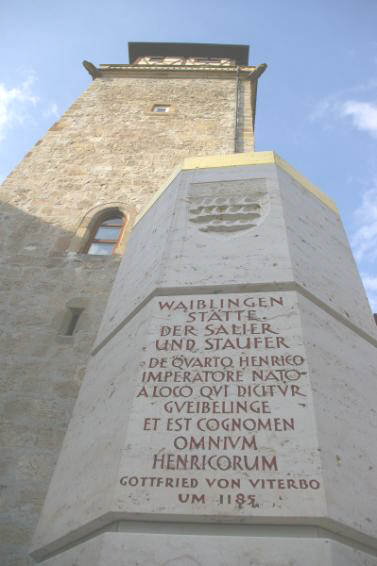
"Stauferstele" (2007), davant de la Watchtower
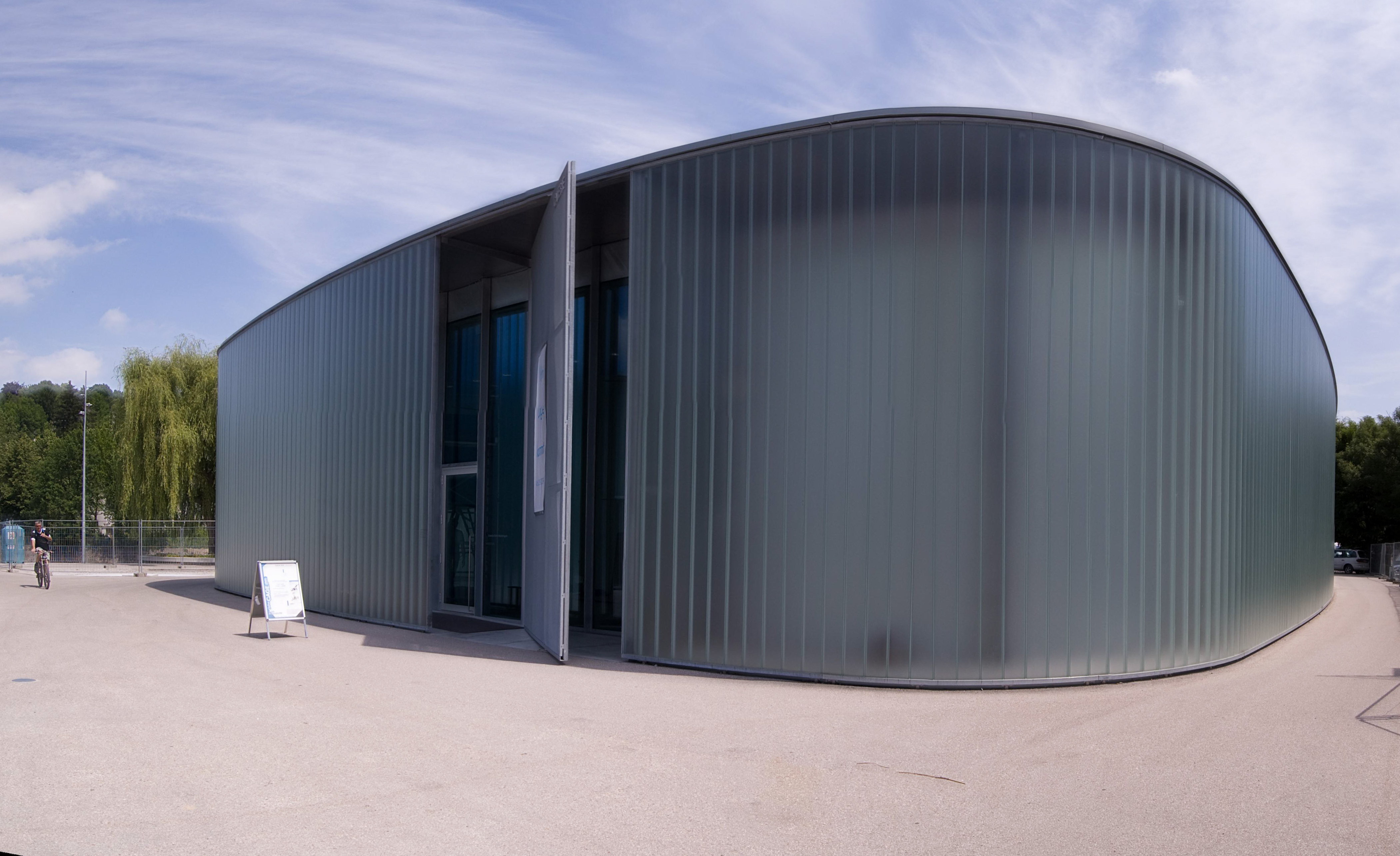
Galerie Stihl

### Celebracions
- La festa major (Altstadtfest): Cada any l'últim cap de setmana de juny, se celebra el "Festival de la Ciutat Vella de Waiblingen" i al mateix temps també el mercat medieval "Staufer espectacle". Molts clubs i grups locals asseguren aquest cap de setmana amb les parades i actuacions, una entretinguda celebració social.
- Cada dos anys se celebra el festival de música llatina.
- Cada any, al mes de maig, hi ha el mercat de llibres de segona mà, que ocupa tot el nucli antic.
- Les jornades musicals de l'església da sant Miquel de Waiblingen a finals d'estiu i tardor de cada any tenen una excel·lent reputació més enllà dels límits de la ciutat. Són concerts d'orgue amb solistes de renom sota la direcció de Immanuel Roessler.
- La Remstal-Klassik és un aplec de cotxes d'època que se celebra un diumenge de setembre, al nucli antic.
- L'històric mercat de Nadal (Weihnachtsmarkt) té lloc en el temps d'Advent a començament de desembre, al nucli antic.

## Notes

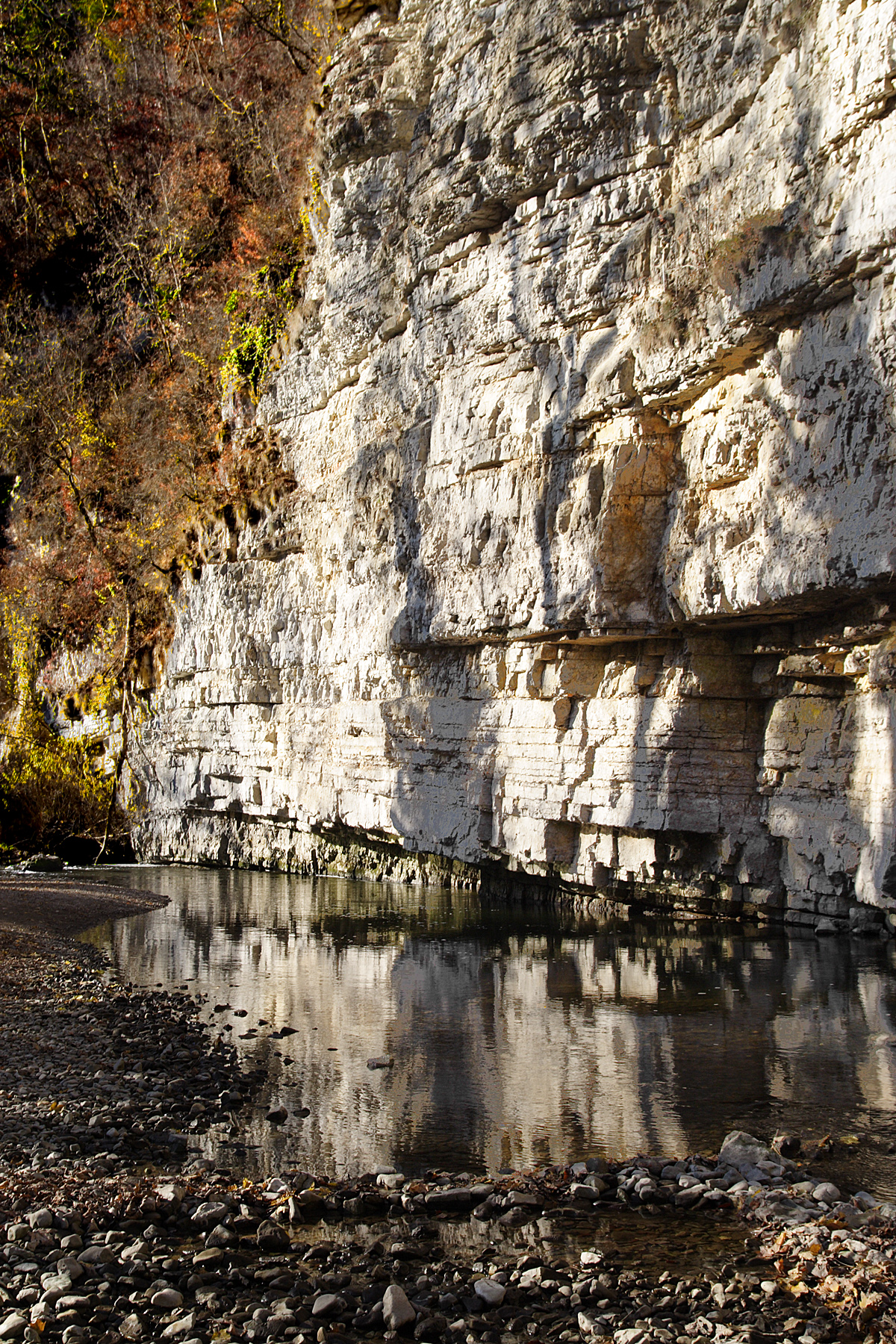
Muschelkalk

## Ciutats agermanades
Waiblingen està agermanada amb:
- Mayenne, França
- Devizes, Regne Unit
- Jesi, Itàlia
- Baja, Hongria